# Mimosa xinguensis
Mimosa xinguensis är en ärtväxtart som beskrevs av Adolpho Ducke. Mimosa xinguensis ingår i släktet mimosor, och familjen ärtväxter. Inga underarter finns listade i Catalogue of Life.